# Caño Cristales
Caño Cristales és un riu de Colòmbia que es troba a la serralada de la Macarena, ubicat al municipi del mateix nom, al departament del Meta, sent afluent del riu Guayabero. Popularment se l'anomena "el riu dels déus", "el riu dels cinc colors", "l'arc de Sant Martí líquid" i "el riu més bell del món". Des de finals de juliol fins a novembre, el seu fons reprodueix plantes aquàtiques que amb l'exposició al sol canvien els seus colors en un procés que va del verd al vermell intens, que produeix la sensació d'estar davant d'un riu de sis colors: vermell (causada per Macarenia clavigera), groc, verd, negre, blau i rosa principalment.
En ser un riu de menor longitud i amplada, el Caño Cristales no arriba als 100 km de longitud ni supera els 20 m d'amplada. És una successió de ràpids, cascades i bosses les aigües de les quals flueixen des de l'altiplà sud de la serra de Macarena, on es troba la seva font. Les aigües flueixen cap al riu Guayabero, recollint afluents de les sabanes rocoses de la serra.